# Tulasnella conidiata
Tulasnella conidiata é uma espécie de fungo pertencente à família Tulasnellaceae.